# Gilles Tilleman
Pour les articles homonymes, voir Tilleman.
Gilles Tilleman est un martyr protestant bruxellois du XVIe siècle, mort à Bruxelles sur le bûcher le 25 janvier 1541.

## Biographie
Selon John Foxe, Tilleman exerçait le métier de coutelier, et une mention du "coutelier de Bruxelles" est faite par John Winthrop dans son Modèle de la charité chrétienne. Jean Crespin décrit la condition humble de Tilleman, son souci des pauvres de la ville et son assurance devant la persécution reçue. Toujours selon Crespin, il alla jusqu'à remercier Dieu de lui donner l'occasion de lui rendre gloire par son martyre. 
Tilleman comparut en plusieurs occasions devant des théologiens catholiques et on lui demanda de renoncer à sa foi réformée, ce qu'il refusa de faire. 
D'après Crespin, voyant la structure en fagots de bois réalisée par ses bourreaux pour son exécution, Gilles Tilleman eut une pensée pour les pauvres de la ville, faisant remarquer qu'une petite portion de ce bois aurait suffi à le consumer, et que le reste aurait pu être redistribué aux nécessiteux. D'autre part, alors que ses bourreaux suggérèrent de l'étrangler pour lui épargner quelque peu des souffrances des flammes, Tilleman refusa, déclarant qu'il n'avait pas peur du feu et que Dieu le garderait. Il s'agenouilla seulement, remit son âme entre les mains de Dieu, puis se déchaussa, demandant qu'on donne sa paire de chaussures aux pauvres. Il entra ensuite dans la structure de bois où il périt. Foxe ajoute qu'il sembla à peine être atteint par la douleur des flammes.

## Postérité
Son martyre est raconté par Jean Crespin dans son martyrologe ainsi que plus succinctement par John Foxe dans son Livre des Martyrs.